# ای‌کام
ای‌کام (انگلیسی: AECOM) شرکت مهندسی آمریکایی است، که به‌عنوان چهارمین شرکت ساخت‌وساز جهان شناخته می‌شود.. این شرکت در سال ۱۹۹۰ تأسیس شد.